# Marin Drinov
Marin Stoianov Drinov (în bulgară Марин Стоянов Дринов, în rusă Марин Степанович Дринов, n. 20 octombrie/1 noiembrie 1838, Panaghiuriște, Imperiul Otoman – d. 28 februarie/13 martie 1906, Harkov, gubernia Harkov⁠(d), Imperiul Rus) a fost un istoric și filolog bulgar din perioada renașterii naționale bulgare care a trăit și a lucrat în Rusia în cea mai mare parte a vieții sale. Marin Drinov a fost unul dintre părinții fondatori ai statului bulgar de la 1878 și unul dintre cei care au pus bazele istoriografiei bulgare. La Brăila, în România, Drinov a fost membru fondator în 1869 al Academiei Bulgare de Științe (Болгарская академия наук, atunci denumită Societatea Literară Bulgară - Болгарское литературное общество) precum și primul său președinte. La scurt timp după declararea independenței Bulgariei în 1878, societatea s-a mutat în Sofia.

## Biografie
Drinov s-a născut în Panaghiuriște în 1838. A plecat în Rusia în 1858 pentru a-și continua educația. A studiat istoria și filologia la Kiev și la Universitatea de Stat din Moscova, apoi a călătorit și a lucrat în Austria și Italia între 1865 și 1871, unde a căutat documente despre istoria Bulgariei.  În 1869, Drinov a publicat eseuri ca Istoria bisericii bulgare sau Despre originea poporului bulgar, pe care bulgarii le-au întâmpinat cu simpatie, mai ales pe primul dintre ele, deoarece susținea lupta spirituală cu grecii fanarioți. În 1869, a devenit unul dintre co-fondatori și membru activ al Societății Literare Bulgare, fondată la Brăila în România. Drinov a obținut o diplomă de masterat și a devenit lector universitar de studii slavice la Universitatea din Harkiv, începând să lucreze ca profesor cu normă întreagă la sfârșitul anului 1876. 
În perioada guvernării ruse a Bulgariei (1878 - 1879), Drinov a fost ministru al educației și al afacerilor spirituale. Având un rol activ în organizarea noului stat bulgar eliberat, Marin Drinov este cunoscut ca unul dintre autorii Constituției de la Târnovo, persoana care a propus ca Sofia în locul orașului Veliko Tărnovo (favorizată de diplomații austrieci) să fie noua capitală bulgară și ca persoana care a introdus versiunea standardizată de 32 de litere a alfabetului chirilic care a fost folosită în Bulgaria până la reforma ortografică din 1945. 
Drinov a trăit în Harkiv după 1881, continuând activitățile sale științifice și educative până la sfârșitul vieții sale. A murit în acest oraș la 13 martie 1906, după o lungă luptă cu tuberculoza.
Marin Drinov a scris cea mai puternică dramă din literatura bulgară Ivanco, asasinul lui Asan I. Acesta a scris și câteva povestiri, ca de exemplu „Familia nenorocită”.

## Onoruri

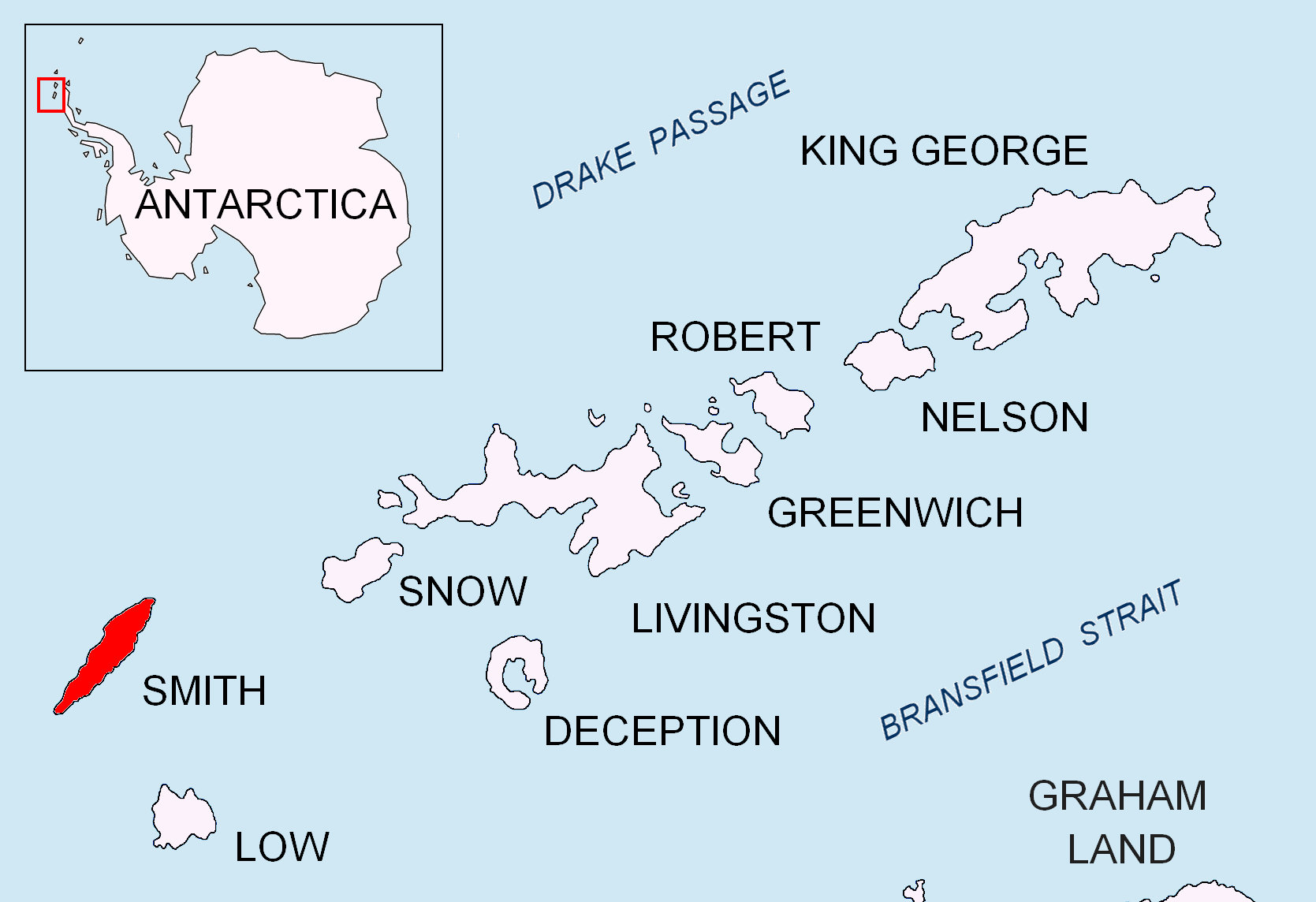
Insula Smith (cu roșu) în cadrul Insulele Shetland de Sud, Zona Antarctică Britanică

Vârful Drinov (în bulgară Дринов връх) de pe insula Smith, Insulele Shetland de Sud, Zona Antarctică Britanică, este numit după Marin Drinov.
Două premii ale Academiei de Științe din Bulgaria sunt numite după Marin Drinov.

## Note

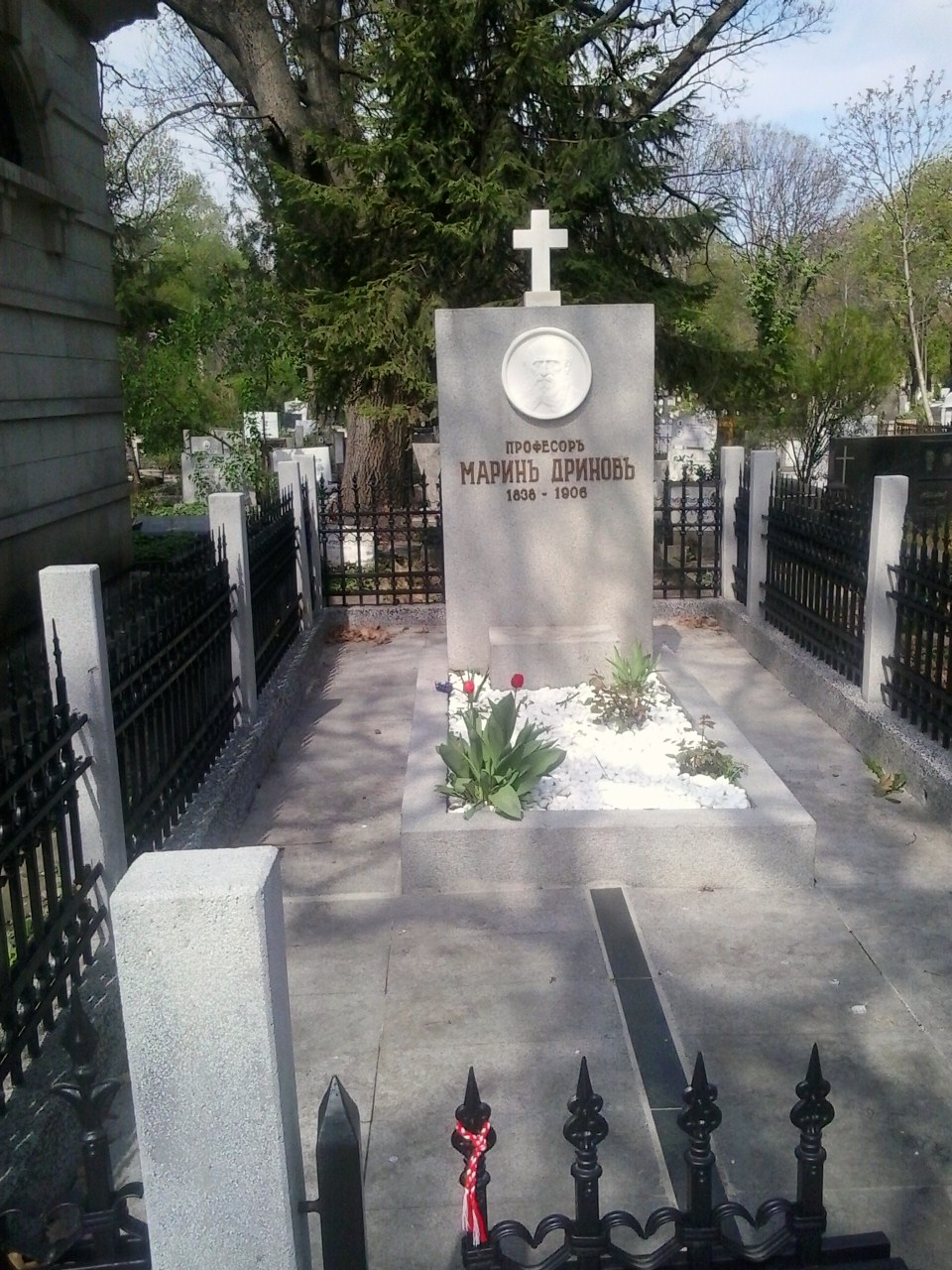
Mormântul lui Marin Drinov în Cimitirul Central din Sofia

## Literatură suplimentară
- Дринов, М. O privire asupra originii poporului bulgar și a începutului istoriei bulgare. Пловдив-Русчук-Велес, 1869
- Дринов, М. Istoria Bulgariei de la început și până în prezent. Viena, 1869
- Заселение Балканскаго полуострова славянами (1872)
- Южные славя и Византия în Х веке (1876)
- Дринов, М. Nouă țarco-slaviană pământ cu precizări de slavă perputere. - Журнал Министва Народного Просвявания, Ч. 238. Санкт-Петербург, 1885, 174-206 (отд. отп. )
- Дринов, М. О некоторых трудах Димитрия Хоматиана, как исторически материал. I. - Византийский временник, Т. I (1894), 319-340
- Дринов, М. О некоторых трудах Димитрия Хоматиана, как исторически материал. II. - Византийский временник, Т. II (1895), 1-23
- Дринов, М. Съчинения. Т. III. С., 1915
- Дринов, М. Избрани съчинения . Т. I-II. Sub rând. lui Иван Дуйчев, София, 1971